# Bobrowka (obwód czelabiński)
Bobrowka (ros. Бобровка) – wieś (sieło) w Rosji, w obwodzie czelabińskim, w rejonie troickim. W 2010 liczyła 3411 mieszkańców.